# Сражение при Теламоне
Битва при Теламоне произошла в 225 году до н. э. между союзом галльских племён и римлянами под командованием консулов Гая Атилия Регула и Луция Эмилия Папа. Эта битва была подробно описана Полибием и упомянута у других римских историков. Консул Регул погиб в сражении, и его голову принесли галльским вождям. В конце концов галлы потерпели поражение; один из их царей, Конколитан, был взят в плен, другой, Анероэст, бежал и впоследствии покончил с собой. Погибло около 40 тыс. галлов. Сражение при Теламоне знаменовало собой окончательное покорение римлянами Северной Италии.

## Предыстория
Рим долгие годы был в мире с племенами Цизальпинской Галлии (долина реки По на севере Италии). Когда в 230 году до н. э. трансальпийские галлы через Альпы вошли в Италию, именно бойи вытеснили их, хотя за шесть лет до этого их объединённое войско распалось из-за междоусобиц только у Аримина. Но когда римляне разделили бывшую территории галлов Пицен (также известную как «Галльское поле»), в 234 году до н. э. между собственными гражданами, это вызвало возмущение у бойев и инсубров, опасавшихся дальнейшего проникновения в долину реки По.
В 225 году до н. э., бойи и инсубры собрали средства для оплаты наёмных гесатов из Трансальпийской Галлии во главе с Анероэстом и Конколитаном для борьбы с Римом. Встревоженные этим римляне заключили с карфагенским наместником в Испании Гасдрубалом Красивым договор о разграничении сфер влияния на полуострове, после чего начали готовиться к отражению нападения с севера.
Республика призвала своих италийских союзников выставить контингенты войск. Консул Луций Эмилий Пап имел под началом четыре легиона из римских граждан общей численностью в 22 тыс. солдат и 32 тыс. союзнических войск, разместив большую их часть в Аримине. 54 тыс. сабинов и этрусков были размещены в Этрурии под командованием претора, а 40 тыс. союзных воинов галльских племён умбров, венетов, сарсинатов и ценоманов должны были атаковать владения бойев для отвлечения их сил. Другой консул Гай Атилий Регул имел армию, аналогичного Папу, но был размещён в Сардинии. В самом Риме было войско из 21,5 тыс. граждан и 32 тыс. союзников, два резервных легиона остались на Сицилии и в Таренте.
Галлы вступили в Этрурию и направились прямо на Рим. Римское войско в ходе трёхдневного марша из столицы встретило их у города Клузий, где обе стороны возвели лагеря. Той же ночью галлы, оставив свою кавалерию и зажжённые костры как приманку, выдвинулись к городу Фезулы (современный Фьезоле), где построили оборонительные сооружения. Утром галльская конница начала передвижение на виду у римлян, которые стали преследовать «отступавшего» противника. На обжитых укреплениях их встретила оставшаяся часть войска. После тяжёлого боя на поле боя полегли шесть тысяч римлян, остальные отступили к холмам.
Этой же ночью прибыл Пап, разбивший неподалёку лагерь. Анероэст убедил воинов галлы выйти на запад к морскому побережью вместе с добычей, а войну продолжить позже. Пап начал преследовать тыл галльского войска, но дать генеральное сражение не решался. Прибывший из Сардинии Регул высадился в Пизе, после чего направился к Риму. Его разведчики встретили галльских передовых фуражиров, которых разбили и пленили. От них полководец узнал о близости основного войска, а также второй римской армии.

## Битва
Регул разместил имевшиеся войска в боевой порядок и направил несколько отрядов занять холм над дорогой, по которой должны были пройти налётчики. Не знавшие о прибытии второго консула галлы приняли римлян за всадников Папа, после чего отправили несколько отрядов лёгкой пехоты и кавалерии отбить стратегическую позицию. Осознав, что против них участвуют сразу две армии республики, галльская пехота выдвинулась впереди и сзади. Против Папа были выдвинуты и инсубры, против Регула — бойи и тавриски, фланги были защищены повозками и колесницами. Небольшой отряд охранял добычу на другом холме неподалёку. Борьба за главный холм была жестокой, и, несмотря на предоставленную Папом конницу, Регул был убит, а его голова доставлена вождям. В итоге римская конница смогла удержать холм.
Римляне начали наступать с двух направлений, метая дротики в находившихся в тылу гесатов, сражавшихся обнажёнными с маленькими щитами. Часть этого подразделения накинулась на противника, часть — отступила назад, вызвав панику среди союзников. После этого застрельщики отступили, и римская пехота начала движение в строю манипул. Инсубры, бойи и тавриски оказывали яростное сопротивление, но в ближнем бою римские щиты и короткие мечи были более эффективны, чем длинные мечи галлов. Наконец, римская конница с холма атаковала фланг галльского войска. Пехота галлов была уничтожена, спастись бегством смогла только кавалерия.

## Итог
Порядка 40 тыс. галлов пали, а 10 тыс. взяты в плен. Анероэст бежал с небольшой группой сторонников, вместе с которыми позже совершил самоубийство. В 224 году до н. э. римлянами были покорены бойи, в 222 году до н. э. — инсубры. Оба племени уступали часть своей территории, выдавали заложников и выплачивали дань. В области бойев была основана колония Мутина (Модена), на реке По — Кремона и Плаценция (Пьяченца).

### Первичные источники
- Полибий. Всеобщая история, II, 24—31

### Вторичные источники
- Ковалёв С. И. Часть I. Республика. Глава XIV. Карфаген и Рим от 241 до 218 г. Завоевание Цизальпинской Галлии // История Рима. Курс лекций. — Издание 2-е, исправленное и дополненное. — Л.: Издательство ЛГУ, 1986. — 744 с. — 25 000 экз.
- Аллен, Стивен. Сражение при Теламоне — 225 год до н. э. // Кельты. Властители битв = Lords of Battle: The World of the Celtic Warrior. — М.: Эксмо, 2010. — 224 с. — (Военная история человечества). — 3000 экз. — ISBN 978-5-699-38415-0.